# Wilhelm Heinrich Roscher
Wilhelm Heinrich Roscher (Gotinga, 12 de febrero de 1845-Dresde, 9 de marzo de 1923) fue un erudito y filólogo clásico alemán, especialista en mitología griega y romana. Es más conocido por su Lexicón, el Ausführliches Lexikon der griechischen und römischen Mythologie. También publicó Neue Omphalosstudien: Ein archäologischer Beitrag zur vergleichenden Religionswissenschaft (1915), un estudio arqueológico del mito del ónfalo.
El economista Wilhelm Georg Friedrich Roscher fue su padre.

## Obra
- Studien zur vergleichenden Mythologie der Griechen und Römer. Bd. 1: Apollon und Mars, Leipzig 1873; Bd. 2: Juno und Hera, Leipzig 1875.
- Das Naturgefühl der Griechen und Römer. Meißen 1875.
- Hermes der Windgott. Leipzig 1878.
- Die Gorgonen und Verwandtes. Leipzig 1879.
- Nektar und Ambrosia. Leipzig 1883.
- Selene und Verwandtes. Leipzig 1890.